# Софія Ковач
Софія Ковач (нар. 6 квітня 2000, Дунауйварош) — угорська гімнастка. Перша в історії Угорщини дворазова чемпіонка Європи. Учасниця Олімпійських ігор 2016. Гімнастка 2016 року за версією федерації гімнастики Угорщини.

## Спортивна кар'єра
Спортивною гімнастикою займається з шести років.

#### 2017
На чемпіонаті Європи виборола срібну нагороду у багатоборстві, перервавши безмедальні чемпіонати Європи для збірної Угорщини з 1998 року.

#### 2018
Чемпіонат Європи попустила через травму.

#### 2019
Через травму стопи змушена була знятися з квітневого чемпіонату Європи у Щецині, Польща.
На чемпіонаті світу в Штутгарті, Німеччина, посіла 30 місце у багатоборстві та здобула особисту ліцензію на Олімпійські ігри 2020 у Токіо, Японія.

#### 2020
На чемпіонаті Європи, що проходив під час пандемії коронавірусу в Мерсіні, Туреччина, у фіналі командних змагань спільно з Зоєю Жекелі, Ценге Марією Баскай, Міртіль Маковіц та Доріною Боезоего вибороли бронзову нагороду. У фіналах в опорному стрибку та на різновисоких брусах здобула впевнені перемоги, ставши першою в історії Угорщини дворазовою чемпіонкою Європи.

## Результати на турнірах
| Рік  | Змагання                | КБ | ІБ | Опорний стрибок | Різновисокі бруси | Колода | Вільні вправи |
| ---- | ----------------------- | -- | -- | --------------- | ----------------- | ------ | ------------- |
| 2016 | Олімпійські ігри        |    | 33 | 14              |                   |        |               |
| 2017 | Чемпіонат Європи        |    | 2  |                 |                   |        |               |
| 2017 | Чемпіонат світу         |    | 29 |                 |                   |        |               |
| 2018 | Чемпіонат світу         |    | 20 |                 |                   |        |               |
| 2019 | Кубок світу в Штутгарті |    | 8  |                 |                   |        |               |
| 2019 | Кубок виклику в Парижі  |    |    |                 | 3                 |        | 5             |
| 2019 | Кубок виклику в Копері  |    |    |                 | 1                 | 1      |               |
| 2019 | Чемпіонат світу         |    | 30 | 18              |                   |        |               |
| 2020 | Чемпіонат Угорщини      |    | 2  | 1               | 3                 | 1      |               |
| 2020 | Чемпіонат Європи        | 3  |    | 1               | 1                 |        |               |
| 2021 | Кубок виклику в Осієці  |    |    |                 | 2                 |        |               |
| 2021 | Кубок світу в Досі      |    |    |                 | 6                 | 2      | 5             |
| 2021 | Олімпійські ігри        |    | 14 |                 |                   |        |               |
| 2021 | Чемпіонат світу         |    |    |                 | 5                 |        |               |
| 2022 | Чемпіонат Європи        | 7  | 9  | 1               |                   |        |               |